# Нові Бурли
Нові Бурли́ (рос. Новые Бурлы, башк. Яңы Бурлы) — присілок у складі Гафурійського району Башкортостану, Росія. Входить до складу Табинської сільської ради.
Населення — 73 особи (2010; 88 в 2002).
Національний склад:
- татари — 69%